# О пользе волшебства. Смысл и значение волшебных сказок
«О по́льзе волшебства́. Смысл и значе́ние волше́бных ска́зок» (англ. The Uses of Enchantment: The Meaning and Importance of Fairy Tales) — книга американского психолога Бруно Беттельгейма, выпущенная в 1976 году. В ней автор анализирует различные сказки с точки зрения психоанализа Зигмунда Фрейда.

## Структура и содержание
Книга разделена на две основные части. Первая под названием «Полный карман чудес» описывает мысли Беттельгейма, касающиеся детских сказок. Вторая часть «В волшебной стране» представляет собой психоаналитическое прочтение нескольких популярных сказок: «Гензель и Гретель», «Красная Шапочка», «Джек и бобовый стебель», «Белоснежка», «Три медведя», «Спящая красавица», «Золушка». «Цикл сказок о женихе-животном» включает «Красавица и чудовище», «Синяя Борода» и «Король-лягушонок».

## Обвинения в плагиате
В феврале 1991 года антрополог Калифорнийского университета Алан Дандс обвинил Бруно Беттельгейма в копировании ключевых отрывков из книги «Психиатрическое исследование мифов и сказок: их происхождение, значение и полезность» (англ. A psychiatric study of myths and fairy tales: their origin, meaning, and usefulness) Джулиуса Хишера без разрешения автора. 

## Награды
Книга стала лауреатом «Премии Национального круга книжных критиков» (1976) и «Национальной книжной премии» в категории «Современная мысль» (1977).

## В культуре
Книга «Польза от волшебства: Смысл и значение сказок» прямо или косвенно отражена в следующих кино- и театральных работах:
- мюзикл «В лес» (1987)
  - экранизация мюзикла «Чем дальше в лес…» (2014)
- фильм «Красная Шапочка» (2011)
- фильм «Возрождение Красного Королевства» (2014)
- Двойка (телесериал) (2018)

## Издание на русском языке
- Беттельхейм, Бруно. О пользе волшебства. Смысл и значение волшебных сказок / пер. с англ. Семёновой Е.. — Издательство В. Ю. Секачев, 2019. — 464 с. — ISBN 978-5-88230-367-8.